# Sebastian Moran
Colonelul Sebastian Moran este un personaj literar fictiv, inamic al lui Sherlock Holmes și răufăcătorul din povestirea Casa pustie (1903) a lui Arthur Conan Doyle. Holmes îl descrie ca fiind "al doilea cel mai periculos om din Londra" - cel mai periculos fiind profesorul Moriarty.

## Biografia personajului
În conformitate cu indexul de biografii ale infractorilor, Sebastian Moran s-a născut la Londra în 1840 și era fiul lui Sir Augustus Moran, companion al Ordinului Bath (CB), fost ambasador în Persia. 
El a studiat la Colegiul Eton și la Universitatea Oxford înainte de a îmbrățișa cariera militară. A făcut parte din Regimentul 1 Pionieri din Bangalore, participând parte la Expediția Jowaki din 1877-1878 și la Al doilea război anglo-afgan (1878-1880), luptând în bătăliile de la Charasiab (6 octombrie 1879) - pentru care a fost menționat în raportul militar, de la Sherpur (23 decembrie 1879) și de la Kabul.
Sportiv devotat și vânător de mare clasă, el a fost autorul cărților Heavy Game of the Western Himalayas ("Vănătoare grea în vestul Himalayei") în 1881 și Three Months in the Jungle ("Trei luni în junglă") în 1884, și se pare că odată s-a târât printr-un canal de scurgere în urmărirea unui tigru mâncător de oameni, pe care-l rănise anterior.
Curând, el a luat-o pe căi greșite (Holmes atribuie aceasta unei tare moștenite de la strămoși) și, deși nu a fost implicat într-un scandal public, a fost obligat să se retragă din armată și să revină la Londra. Lăsând impresia de om respectabil, cu domiciliul pe strada Conduit Street din Mayfair și membru al cluburilor (fictive) Anglo-Indian Club, Tankerville Club și Bagatelle Card Club, el și-a continuat totuși activitatea sa de răufăcător.
El a fost imediat recrutat de profesorul Moriarty (considerat de Sherlock Holmes ca un geniu al crimei) și a lucrat un timp ca șeful său de personal. Menținut de Moriarty într-un stil de viață confortabil, Moran a ajuns în curând să fie folosit exclusiv pentru asasinatele care necesitau un talent deosebit în tragerile cu pușca, inclusiv cea a doamnei Stewart din Lauder în 1887. După dezintegrarea organizației criminale a lui Moriarty în Ultima problemă (de la începutul anului 1891), Moran a scăpat neacuzat și l-a urmat pe profesor la Cascadele Reichenbach. După ce a asistat la moartea șefului său în lupta cu Holmes, Moran a încercat să-l ucidă pe detectiv rostogolind bolovani către el, dar Holmes a scăpat. Rămas fără ocupație, Moran a dus o viață îmbelșugată la Londra, jucând cărți la mai multe cluburi.
Totuși, unul dintre partenerii săi de joc, Ronald Adair, a observat că Moran a câștigat prin înșelăciune și a amenințat că-l va demasca. La 30 martie 1894, Moran l-a ucis pe Adair împușcându-l cu o pușcă pneumatică silențioasă care trăgea cu gloanțe de revolver. Doctorul Watson și Holmes au preluat cazul, iar Moran, aflând că Holmes s-a întors la Londra, a încercat să-l omoare pe detectiv trăgând cu aceeași pușcă dintr-o casă pustie aflată peste drum de locuința detectivului. Cu toate acestea, Holmes, care și-a dat seama cum l-a ucis Moran pe Adair, l-a păcălit pe colonelul: Moran a împușcat un manechin de ceară realizat după chipul detectivului, în timp ce Holmes, împreună cu Watson și cu inspectorul Lestrade, s-au ascuns în casa pustie fără ca Moranm să știe acest lucru. Imediat după ce Moran a tras asupra manechinului, el a fost imobilizat și arestat.
În povestirea Un client ilustru, Holmes menționează că Moran este încă în viață. Acțiunea acestei povestiri se petrece în septembrie 1902. Moran este menționat și în Ultima reverență ca un exemplu al multor adversari ai lui Holmes care au jurat zadarnic să se răzbune pe el. Colonelul Sebastian Moran a fost, de asemenea, personajul negativ din piesa cu Sherlock Holmes The Crown Diamond, scrisă de Conan Doyle la începutul anilor 1900, dar care nu a fost jucată pe scenă până în 1921. Cu toate acestea, când piesa a fost adaptată în povestirea Cazul diamantului Mazarin, Moran a fost înlocuit de contele Negretto Sylvius.

## Alte apariții

### Opere literare
Moran apare în nuvela Flashman and the Tiger, precum și ca băiat în romanul Flash for Freedom!, ambele de George MacDonald Fraser.  (MacDonald îi atribuie ca an de naștere anul 1834, precum și numele complet "John Sebastian 'Tiger Jack' Moran".) În Flashman and the Tiger, în cursul bătăliei de la Rorke's Drift, Moran demonstrează o viteză uimitoare și o precizie incredibilă în folosirea revolverului.
În Sherlock Holmes's War of the Worlds, artileristul din Războiul lumilor este prezentat ca fiind fiul lui Moran.
În povestirea "Sherlock Holmes in the Lost World" (publicată în Gaslight Grimoire) de Martin Powell, Moran încearcă să reclădească imperiul infracțional lui Moriarty după moartea aceastuia din urmă, dar este ucis de profesorul Challenger.
Moran apare în mai multe scrieri ale lui Kim Newman:
- El apare ca vampir în romanul horror Anno Dracula.
- În povestirea "The Man Who Got Off The Ghost Train", Richard Jeperson este însărcinat cu investigarea unui mister vechi de câteva decenii, în care colonelul Moran a jucat un rol scurt, dar memorabil.
- Povestirea "A Shambles in Belgravia" este o parodie după "Scandal în Boemia", în care Moriarty și Moran joacă rolurile lui Holmes și Watson, iar Ruritania lui Anthony Hope este în locul Boemiei.
- În povestirea "The Red Planet League" (o urmare a "A Shambles in Belgravia", din colecția Gaslight Grimoire), Moran îl ajută pe Moriarty să facă o farsă care-l va inspira pe H. G. Wells în scrierile sale "Oul de cristal" și Războiul lumilor.

Moran apare în două povestiri din antologia Shadows Over Baker Street: "A Study in Emerald" de Neil Gaiman (retipărită în colecția Gaiman Fragile Things) și "Tiger! Tiger!" de Elizabeth Bear. În "A Study in Emerald", o versiune a romanului Un studiu în roșu petrecută într-o lume paralelă, Moran ia rolul naratorului oferit de obicei doctorului Watson, stabilindu-și reședința pe strada Baker Street împreună cu un detectiv consultant - deși evenimentele care urmează sunt foarte diferite.
În romanele Man from U.N.C.L.E. de David McDaniel, Moran este fondatorul THRUSH după moartea profesorului Moriarty în Cascadele Reichenbach.
Moran apare ca personaj secundar în seria de cărți umoristice The League of Extraordinary Gentlemen, Volume I de Alan Moore, ca un subaltern al lui Moriarty: cei doi sunt agenti secreți, însărcinați de MI5 să creeze un imperiul al crimei, prin care guvernul să poată controla lumea interlopă.
În poemul liric "Gus: The Theatre Cat" (care a devenit unul dintre cântecele muzicalului Cats) de T. S. Eliot, se spune că Gus a jucat odată rolul unui tigru ucigaș de oameni urmărit de un colonel indian printr-un canal de scurgere.
În romanul The Return of Moriarty de John Gardner, Moran a preluat conducerea temporară a organizației lui Moriarty în timp ce profesorul era departe de Londra, după evenimentele de la Cascadele Reichenbach (acestea nu s-ar fi petrecut după cum le-a descris Watson [și mai târziu Holmes]). Evenimentele din "Casa pustie" sunt povestite din punctul de vedere al lui Moran. Desigur, profesorul nu este încântat să audă de acțiunile lui Moran și de arestarea acestuia, iar colonelul este otrăvit în timp ce se afla în custodia poliției pentru a fi împiedicat să vorbească. 
O versiune feminină a lui Moran apare în romanul vizual Shikkoku no Sharnoth ~What a beautiful tomorrow~ (2008), realizat de Liar-soft, ca unul dintre personajele principale.
El este acreditat ca fiind cel care a compilate cartea The Moriarty Papers - The Adventures of Sherlock Holmes's Great Nemesis, care pretinde a oferi o privire aszpra multor scheme și planuri ale profesorului Moriarty.

### Filme
Moran apare ca răufăcătorul principal din filmul Terror by Night (1946) cu Basil Rathbone.
În filmul Without a Clue, Moran (interpretat de Tim Killick) apare ca un om înalt, cu cicatrice pe un obraz, precum și ca gardă de corp a profesorului Moriarty. Arma sa predilectă este un cuțit cu buton pe care îl utilizează pentru a înjunghia și a-și tranșa victimele, el fiind un aruncător de cuțit de mare clasă.
Moran, interpretat de Paul Anderson, apare în filmul Sherlock Holmes: Jocul umbrelor (2011). Moran era renumit ca fiind unul dintre cei mai buni trăgători cu arma din armata britanică, dar în urma scoaterii dezonorante din armată a devenit mercenar în serviciul profesorului Moriarty, care îi ordonă să execute mai multe asasinate pe tot parcursul filmului. El rămâne în libertate după sfârșitul filmului.